# River Ogmore
Der River Ogmore (walisisch Afon Ogwr) ist ein 28 km langer Fluss in der Principal Area Bridgend County Borough im Süden von Wales.

## Flusslauf
Der River Ogmore entspringt am Südwesthang des 527 m hohen Craig Ogwr. Er fließt als Ogwr Fawr in südlicher Richtung durch das Ogmore Valley. Bei Flusskilometer 17 trifft bei der Ortschaft Blackmill der Ogwr Fach von Osten kommend auf den Ogwr Fawr. Anschließend fließt der River Ogmore 6 Kilometer in Richtung Westsüdwest und passiert die nördlichen Vororte von Bridgend. Er nimmt auf diesem Abschnitt die rechten Nebenflüsse River Garw und River Llynfi auf. Nun wendet sich der River Ogmore nach Süden und durchquert Bridgend. Auf den letzten 6 Kilometern fließt der River Ogmore nach Südwesten. 2 Kilometer oberhalb der Mündung, nahe Ogmore Castle, trifft der River Ewenny von links auf den River Ogmore. Dieser mündet schließlich nördlich von Ogmore-by-Sea, 30 km westlich von Cardiff, in den Bristolkanal, eine Bucht der Keltischen See.

## Einzugsgebiet
Der River Ogmore entwässert ein 272 km² großes Areal in Südwales. Im Einzugsgebiet leben etwa 139.000 Einwohner. Es ist eines der am dichtesten besiedelten Gebiete von Wales und entspricht grob dem Bridgend County Borough. In den höheren Lagen dominiert die Forstwirtschaft. Südzentral im Einzugsgebiet befindet sich der urbane Raum von Bridgend mit verschiedenen Industrien. Entlang des Küstenstreifens am Unterlauf des River Ogmore wird Viehwirtschaft betrieben.

## Flussfauna
Der River Ogmore wurde im 18. und 19. Jahrhundert durch die Eisen-, Kohle- und Weißblech-Industrie stark verschmutzt. Heute hat sich die Wasserqualität verbessert, so dass Angelfischerei im Fluss möglich ist. Es werden hauptsächlich Meerforelle (anadrome Form) und Forelle gefangen, aber auch Lachs.

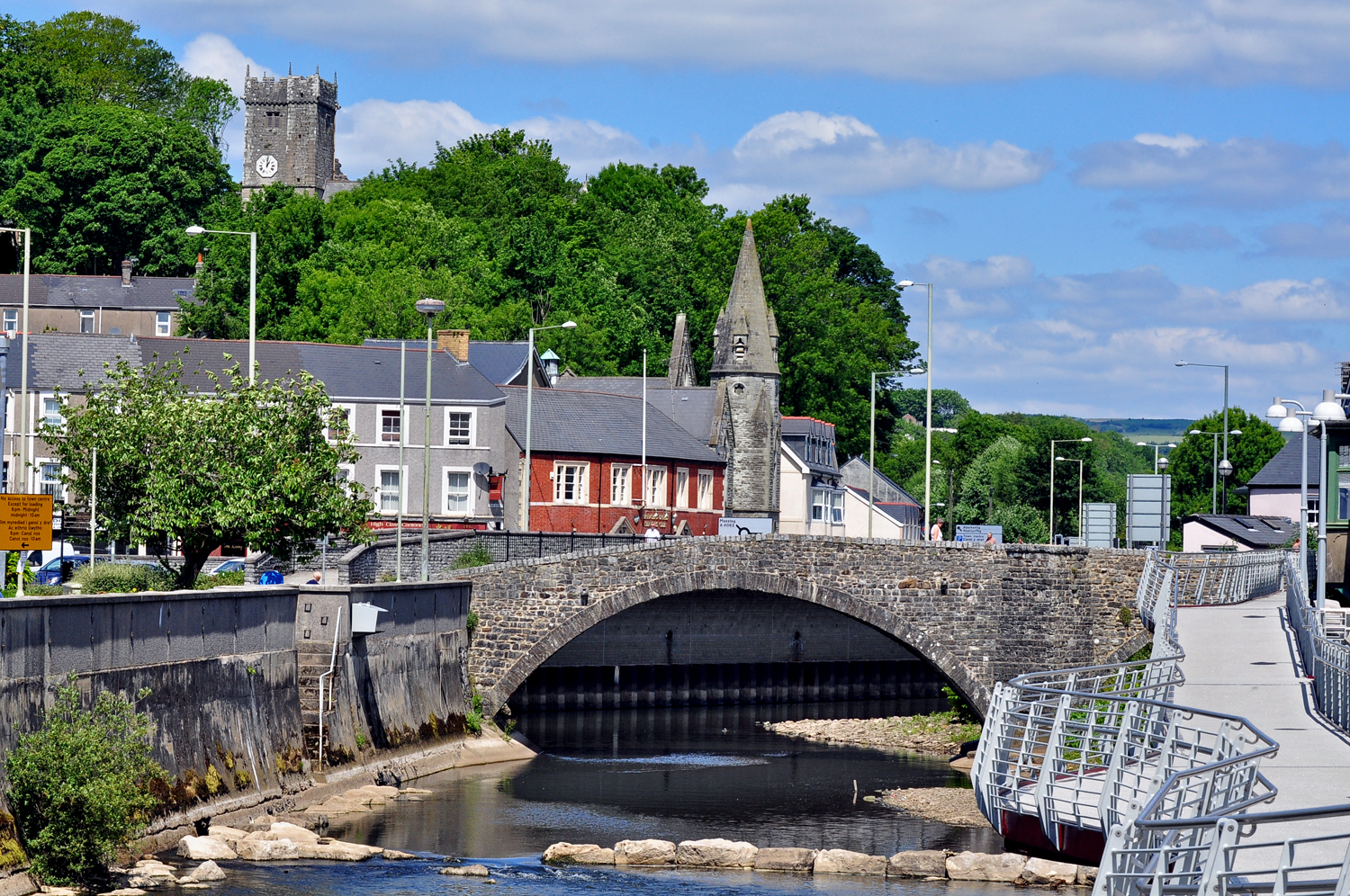
Historische Brücke über den River Ogmore in Bridgend
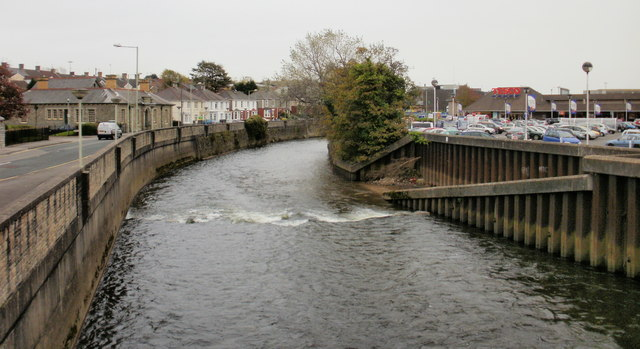
River Ogmore in Bridgend
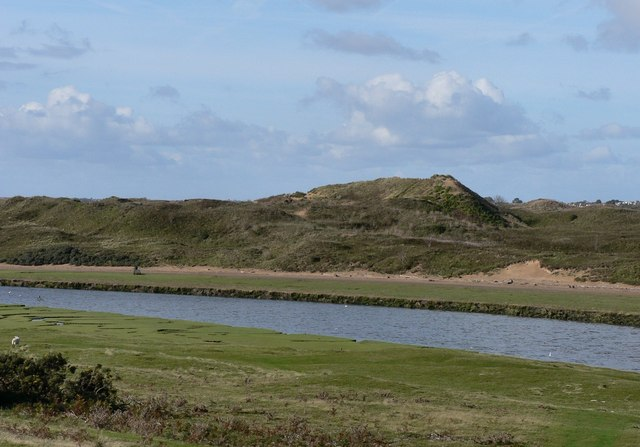
Unterlauf kurz vor der Mündung